# Sieben-Mensch und Sieben-Buckel
Sieben-Mensch und Sieben-Buckel ist ein Volksmärchen, das im spanischen, finnischen und serbischen Sprachraum bekannt ist.

## Handlung
Ein gebirgshoher Riese, der täglich sieben Menschen zum Frühstück verspeiste und deshalb Sieben-Mensch genannt wurde, hatte einen riesigen Wald, in den sich einmal der winzig kleine Sieben-Buckel begab, der diesen Namen trug, weil er einen Buckel hatte, der zwanzigmal so hoch war, wie sein übriger Körper. Während Sieben-Buckel heimlich Reisig sammelte, erwischte Sieben-Mensch ihn und lachte ihn ob seines Buckels aus, woraufhin der Winzling furchtlos zu dem Riesen hinaufschrie, dass der für ihn nur eine Laus sei. Der verdutzte Sieben-Mensch wurde daraufhin vorsichtiger, nahm aber die Herausforderung an.
Sie vereinbarten ein Wettspringen, bei dem derjenige Sieger sein sollte, der höher hinaufkam. Sieben-Mensch begann und es gelang ihm über eine Eiche zu springen, worüber Sieben-Buckel aber schallend lachte, während er sich am Wipfel eines Baumes festhielt, den der Riese nach unten gebogen hatte. Als Sieben-Mensch den Baum dann losließ, schnellte Sieben-Buckel weit in die Höhe und schwebte nach einer Weile wieder unversehrt nach unten. In der Folge maßen sie ihre Fähigkeit im Pfeifen miteinander, wobei Sieben-Mensch so laut pfiff, dass sich die Bäume seines Waldes bogen. Sieben-Buckel jedoch riet seinem Kontrahenten vollmündig zu er solle sich Augen und Ohren zustopfen, damit er keinen Schaden nähme, wenn sein Pfiff erklänge. Sieben-Mensch nahm den Rat an, woraufhin ihm Sieben-Buckel einen Stein an den Kopf warf, sodass dieser glaubte das Pfeifen des Winzlings würde seinen Kopf platzen lassen und darum bat das Wettpfeifen zu beenden. Stattdessen gingen sie dazu über sich im Weitwurf zu messen. Sieben-Mensch nahm dafür einen riesigen Stein und warf ihn über eine große Entfernung hinweg. Sieben-Buckel aber hatte vor einen gewaltigen Felsen fortzuschleudern, der jedoch der bequeme Stuhl des Riesen war. Sieben-Mensch blieb nichts anderes übrig, als sich mit Sieben-Buckel zu verständigen, wollte er seinen Stuhl behalten und mit der Zeit wurden die beiden Freunde.

## Versionen und Hintergrund
Diese Version des Märchens stammt aus Antoni Maria Alcovers Werk Aplec de rondayes mallorquines d’En Jordi des Recó (13 Bände, Ciutat de Mallorca 1915 – Söller 1935; Erste Auflage: 6 Bände, 1896–1913) und wurde von der Bortenstickerin Catarina Cordomi i Pàmies erzählt. Im Deutschen bekam sie den Titel Sieben-Mensch und Sieben-Buckel. In einer ähnlichen finnischen Version lässt ein Mann namens Matti Sieben seine Kühe auf einer Wiese weiden, die Teufeln gehört, woraufhin diese einen ihrer Söhne zu ihm schicken. Der Teufelssohn presst dann einen Stein zusammen, während Matti Sieben eine gebratene Rübe zerquetscht, die ersterer für einen Stein hält. Weiterhin messen sie sich im Wettschreien und Wettwerfen. Diese Version stammt aus den Sammlungen des Folklore-Archivs der Finnischen Literaturgesellschaft in Helsinki und wurde von Agata Pakarinen erzählt. Sie ist unter AaTh 1060 + 1084 + 1063 + 1130 (+ 1000) einzuordnen und erhielt im Deutschen den Titel Die Teufel und Matti Sieben.
In einer Version aus dem Folklore-Archiv des Landesmuseums von Bosnien-Herzegowina in Sarajevo, in der ein Dummkopf aus einem für einen Stein gehaltenen Käse Wasser presst, werden nach einigen Wettmessen mit einem Riesen auch dessen acht Brüder von der Stärke des Dummkopfes überzeugt, wofür er sich zweihundert Dukaten auszahlen lässt. Diese Version wurde 1953 in Kozarac von Ljuba Simić nach Ostoja Grahovac augezeichnet und ist unter AaTh 1049 + 1060 + 1070 einzuordnen. Der deutsche Titel lautet Der Dummkopf und die neun Riesen.